# Ким Мин-Сок
Ким Мин-Сок (14. јун 1999) је јужнокорејски брзи клизач.
На Олимпијским играма младих 2016. освојио је златне медаље на 1500м и у масовном старту, а на 500м био је пети. На Светском првенству 2017. заузео је пето место на 1500м и 21. у масовном старту. На Олимпијским играма 2018. у Пјонгчангу дошао је до бронзе на 1500м. Такође је постао први освајач олимпијске медаље из Азије у овој дисциплини. У екипној потери са колегама из репрезентације освојио је сребро.